# Ambérieu-en-Bugey
Ambérieu-en-Bugey és un municipi francès, situat al departament de l'Ain i a la regió d'Alvèrnia-Roine-Alps.